# Little Voice
 Little Voice és una comèdia dramàtica britànica de 1998 dirigida per Mark Herman.

## Argument
Laura Hoff, anomenada "LV" per la seva mare, viu al graner d'una casa deteriorada en un cul-de-sac al cor d'un petit port del nord d'Anglaterra.
Des de la mort del seu pare, LV es torna silenciosa; passa els dies escoltant els discs que li ha deixat.
Viu així sota l'encant d'alguns intèrprets de llegenda.
Al pis de sota, Mari, la seva mare, tan vulgar com xerraire és com sempre a la recerca de nous amants...

## Repartiment
- Brenda Blethyn: Mari Hoff
- Jane Horrocks: Laura Hoff
- Ewan McGregor: Billy
- Philip Jackson: George
- Annette Badland: Sadie
- Michael Caine: Ray Say
- Jim Broadbent: M. Boo
- Adam Fogerty
- James Welh: vigilants
- Karen Gregory: Noia que fa strip-tease
- Fred Feast: Arthur
- Graham Turner: Pare de LV

## Premis i nominacions

### Premis
- 1999: Globus d'Or al millor actor musical o còmic per Michael Caine

### Nominacions
- 1999: Oscar a la millor actriu secundària per Brenda Blethyn
- 1999: Globus d'Or a la millor actriu musical o còmica per Jane Horrocks
- 1999: Globus d'Or a la millor actriu secundària per Brenda Blethyn
- 1999: BAFTA a la millor pel·lícula
- 1999: BAFTA al millor actor per Michael Caine
- 1999: BAFTA a la millor actriu secundària per Jane Horrocks
- 1999: BAFTA a la millor actriu secundària per Brenda Blethyn
- 1999: BAFTA al millor guió per Mark Herman
- 1999: BAFTA al millor so per Peter Lindsay, Rodney Glenn, Ray Merrin i Graham Daniel